# Gmina Krobia
Die Gmina Krobia [ˈkrɔbja] ist eine Stadt-und-Land-Gemeinde im Powiat Gostyński der Woiwodschaft Großpolen in Polen. Ihr Sitz ist die gleichnamige Stadt (deutsch Kröben) mit etwa 4300 Einwohnern.

## Geographie

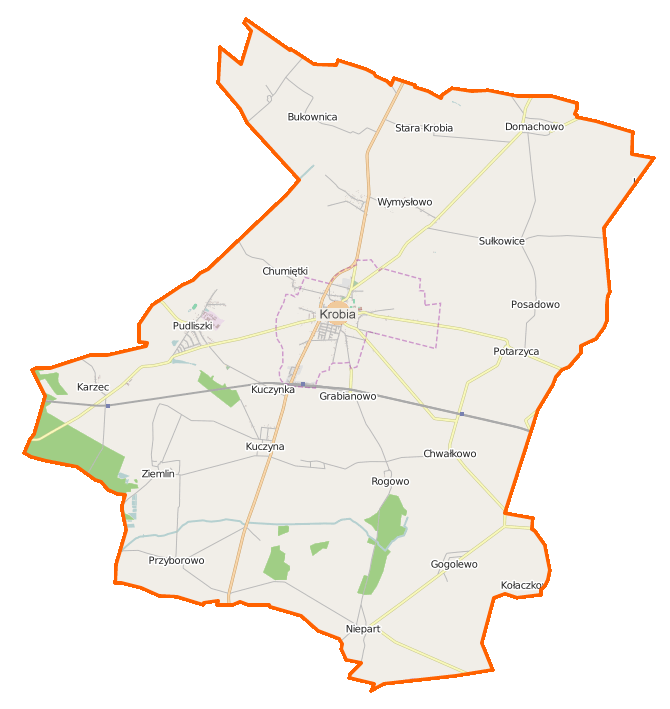
Karte der Gemeinde

Die Gemeinde liegt im Südwesten der Woiwodschaft. Die Kreisstadt Gostyń (Gostyn) liegt acht Kilometer nördlich, Leszno (Lissa) etwa 30 Kilometer westlich, die Woiwodschafts-Hauptstadt Posen etwa 65 Kilometer nördlich. Nachbargemeinden sind die Gemeinden Gostyń im Norden, Piaski im Nordosten, Pępowo im Osten, Miejska Górka im Süden sowie Poniec im Westen.
Auf Gemeindegebiet entspringt die 35 Kilometer lange Masłówka, die Dąbroczna mit 40 Kilometern durchfließt auf kurzer Strecke den Süden des Gemeindegebiets. Beide sind Zuflüsse der Orla (Horle). Die 22 Kilometer lange Kopanica (auch Rów Polski) bildet einen Teil der Nordgrenze der Gemeinde und mündet in die Barycz (Bartsch).
Die Gemeinde hat eine Fläche von 129,6 km², von der 87 Prozent landwirtschaftlich genutzt werden. Wald macht nur vier Prozent der Fläche aus.

## Geschichte
Das heutige Gemeindegebiet gehörte unterbrochen durch die deutsche Besatzungszeit im Zweiten Weltkrieg von 1919 bis 1975 zur Woiwodschaft Posen mit unterschiedlichem Zuschnitt. – Die deutsche Minderheit wurde nach dem Weltkrieg vertrieben.
Von 1975 bis 1998 gehörte das Gemeindegebiet zur Woiwodschaft Leszno. Der Powiat wurde in dieser Zeit aufgelöst. Die Landgemeinde Krobia wurden nach 1954 wiederholt in verschiedene Gromadas umgewandelt und zum 1. Januar 1973 neu geschaffen. Stadt- und Landgemeinde Krobia wurden 1990/1991 zur Stadt-und-Land-Gemeinde zusammengelegt. Diese gehört seit 1999 zur Woiwodschaft Großpolen und zum wieder eingerichteten Powiat Gostyński.

## Gliederung
Zur Stadt-und-Land-Gemeinde (gmina miejsko-wiejska) Krobia mit 12.918 Einwohnern (Stand 31. Dezember 2020) gehören die Stadt selbst und 22 Dörfer (Einwohnerzahlen) mit Schulzenämtern (sołectwa):
- Bukownica (140)
- Chumiętki (255)
- Chwałkowo (650)
- Ciołkowo (276)
- Domachowo (461)
- Gogolewo (545)
- Grabianowo (73)
- Karzec (214)
- Kuczyna (321)
- Kuczynka (88)
- Niepart (498)
- Pijanowice (166)
- Posadowo (276)
- Potarzyca (310)
- Przyborowo (127)
- Pudliszki (2373)
- Rogowo (218)
- Stara Krobia (524)
- Sułkowice (606)
- Wymysłowo (161)
- Ziemlin (226)
- Żychlewo (406)

Florynki mit 12 Einwohnern ist ein ehemaliges Vorwerk eines Guts. Hinzu kommen die Weiler Dębina, Przyborowo (osada) und Zygmuntowo.

## Wirtschaft und Infrastruktur

### Wirtschaft
Die Pudliszki SA im gleichnamigen Dorf ist ein bedeutendes Unternehmen der Lebensmittelproduktion und Tomatenverarbeitung. Der Marktführer in Polen gehört seit 1997 zum amerikanischen Unternehmen Heinz.

### Verkehr
Auf dem Gebiet der Gemeinde gibt es 144,6 Kilometer Straßen: 13,5 km Landesstraße, 80,5 km Woiwodschaftsstraßen, 42,2 km Gemeindestraßen und 8,4 km örtliche Wege. Die Woiwodschaftsstraße DW434 (Leszno–Gostyń–Kalisz (Kalisch)) verläuft in Nord-Süd-Richtung durch das Gemeindegebiet. Sie führt von Kleszczewo (Wilhelmshorst) über Śrem (Schrimm) und Gostyń nach Krobia und weiter nach Rawicz (Rawitsch). Dort besteht Anschluss an die Schnellstraße S5 und die Landesstraße DK36, in der Kreisstadt wird die DK12 erreicht.
Durch die Gemeinde führt die Bahnstrecke Leszno–Krotoszyn (Krotoschin) mit dem Bahnhof Krobia (im Dorf Kuczynka) sowie den Haltepunkten/ehemaligen Bahnhöfen Karzec (Kartzen) und Włostowo (Klein Wlostowo, 1943 in Goldgrund umbenannt).
Die internationalen Flughäfen Poznań-Ławica und Breslau sind etwa gleich weit entfernt.